# The Script
The Script är en irländsk musikgrupp som består av Danny O'Donoghue, Mark Sheehan och Glen Power. Gruppen bildades 2001, men fick sitt genombrott 2008 med debutalbumet The Script och hitlåtar som "The Man Who Can't Be Moved" och "Breakeven".

## Historik
Historien om The Script börjar kring kvarteren runt Guinness bryggeri i Dublin, där Danny O'Donoghue och Mark Sheehan som unga tonåringar lärde känna varandra genom sin kärlek till musik. Efter att i flera år ha skrivit musik och producerat ihop hamnade de i USA och arbetade som producenter tillsammans med namn som The Neptunes, Rodney Jerkins, Teddy Riley och Dallas Austin. När de senare återvände till Dublin bildades trion The Script.
Gruppens självbetitlade debutalbum som släpptes år 2008 gick rakt in på både engelska och irländska albumlistans förstaplats och har sålt platina. När trion släppte debutalbumet i Sverige gick de direkt in på Sverigetopplistans sjätte plats. När skivan släpptes i Storbritannien petade den ner Abba Gold – Greatest Hits från förstaplatsen på listan över de mest sålda albumen.
Den 14 april 2023 avled bandets gitarrist Mark Sheehan efter en kort tids sjukdom.

## Diskografi

### Album
- 2008 – The Script
- 2010 – Science & Faith
- 2012 – #3
- 2014 – No Sound Without Silence
- 2017 – Freedom Child
- 2019 – Sunsets & Full Moons

### EP
- 2008 – We Cry (Remixes)
- 2008 – iTunes Festival: London 2008
- 2010 – iTunes Session
- 2011 – iTunes Festival: London 2011

### Singlar
- 2008 – "We Cry"
- 2008 – "The Man Who Can't Be Moved"
- 2008 – "Breakeven"
- 2009 – "Talk You Down"
- 2009 – "Before the Worst"
- 2010 – "For The First Time"
- 2010 – "Nothing"
- 2011 – "If You Ever Come Back"
- 2011 – "Science & Faith"
- 2012 – "Hall of Fame" (feat. will.i.am)
- 2012 – "Six Degrees of Separation"
- 2013 – "If You Could See Me Now"
- 2013 – "Millionaires"
- 2014 – "Superheroes"
- 2014 – "No Good in Goodbye"
- 2015 – "Man on a Wire"
- 2019 – "The Last Time"